# Synegia echmatica
Synegia echmatica là một loài bướm đêm trong họ Geometridae.